# Raciborowice Dolne (przystanek kolejowy)
Raciborowice Dolne – zamknięty w 1989 roku i zlikwidowany w 2002 roku przystanek osobowy, a dawniej przystanek osobowy i ładownia publiczna w Raciborowicach Dolnych, w gminie Warta Bolesławiecka, w powiecie bolesławieckim, w województwie dolnośląskim, w Polsce. Został otwarty w 1930 roku przez BuK.